# CSI: Cyber
CSI: Cyber ist eine US-amerikanische Krimiserie, die von dem Ermittlerteam der Abteilung für Computerkriminalität des FBI handelt. Das Ermittlerteam setzt sich mit virtuellen Verbrechen auseinander und weicht somit von der bisherigen Ausrichtung des CSI-Franchise ab, in dem es um kriminalistische Forensik ging. Die Büros befinden sich in Quantico an der US-Ostküste. CSI: Cyber ist das dritte Spin-off der Mutterserie CSI: Vegas. Die Backdoor-Pilotepisode wurde in der 14. Staffel von CSI: Vegas ausgestrahlt.
Die Serie besteht aus zwei Staffeln mit insgesamt 31 Episoden und wurde in den Vereinigten Staaten vom 4. März 2015 bis zum 13. März 2016 bei CBS ausgestrahlt.

## Besetzung

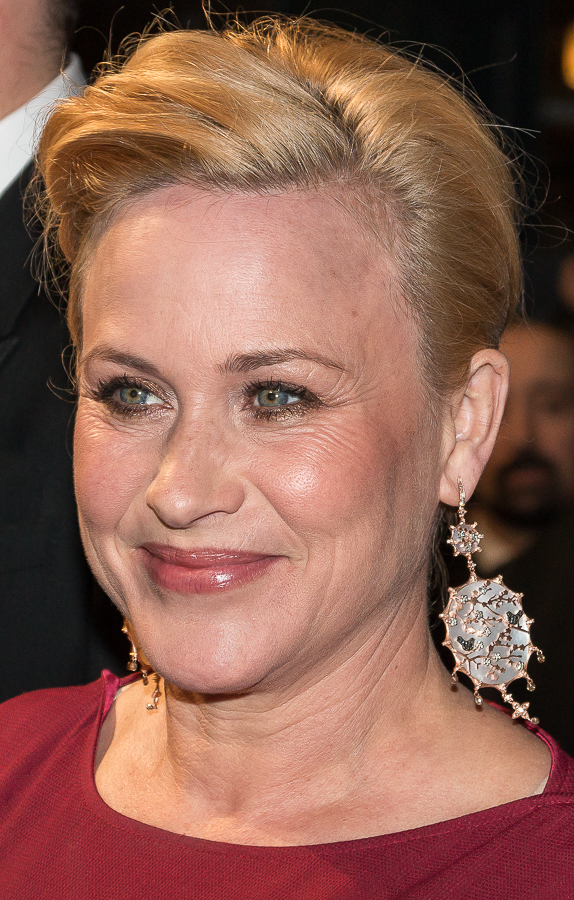
Patricia Arquette
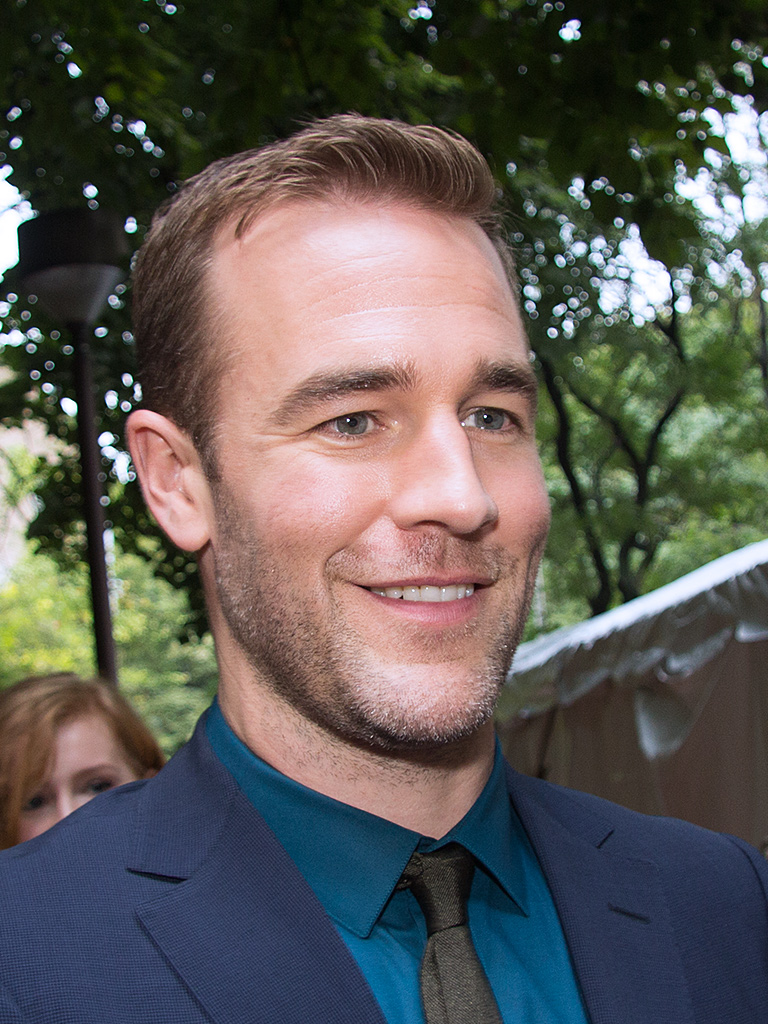
James Van Der Beek
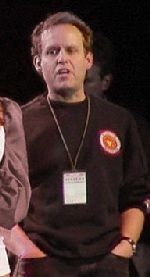
Peter MacNicol
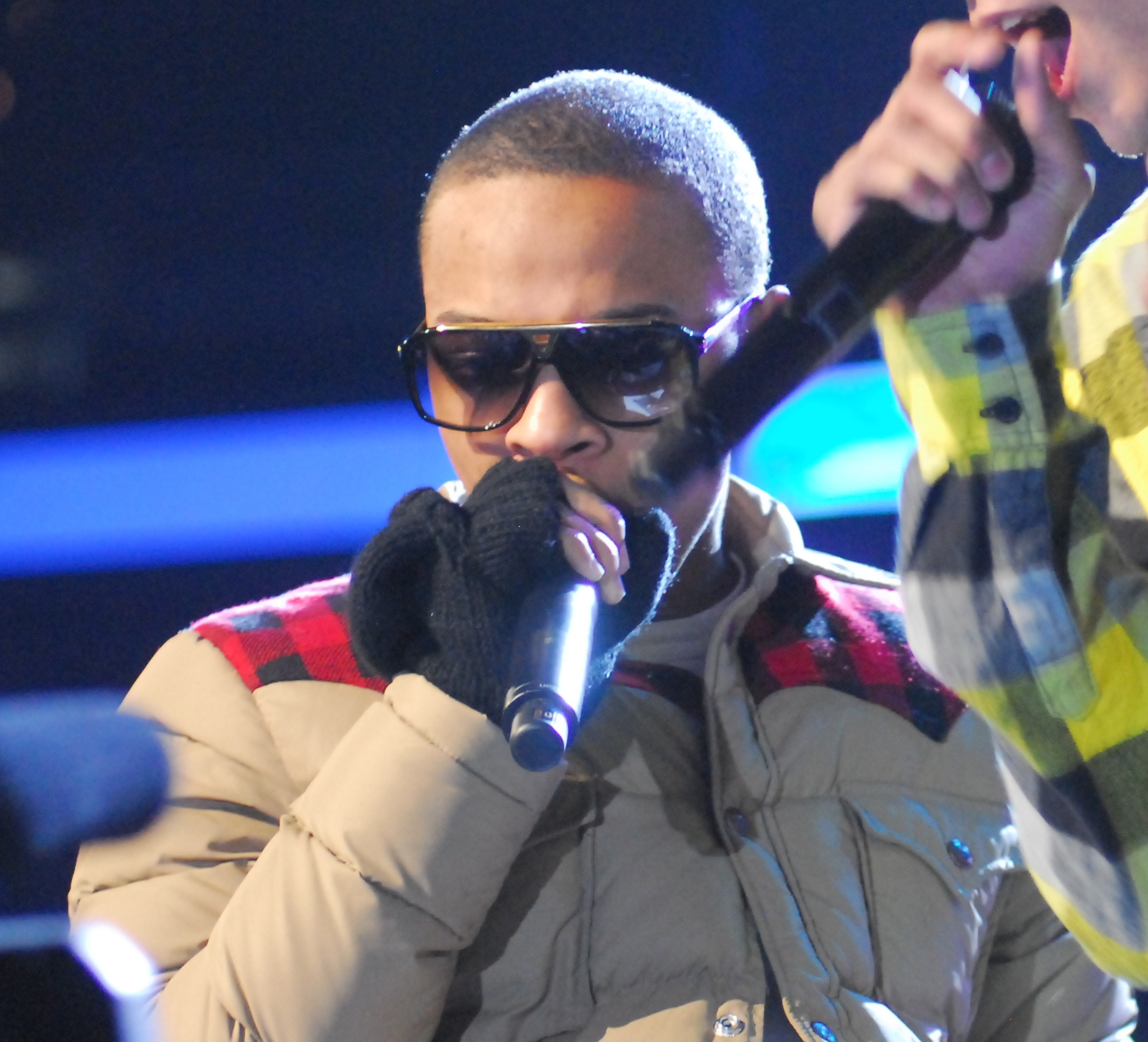
Shad Moss
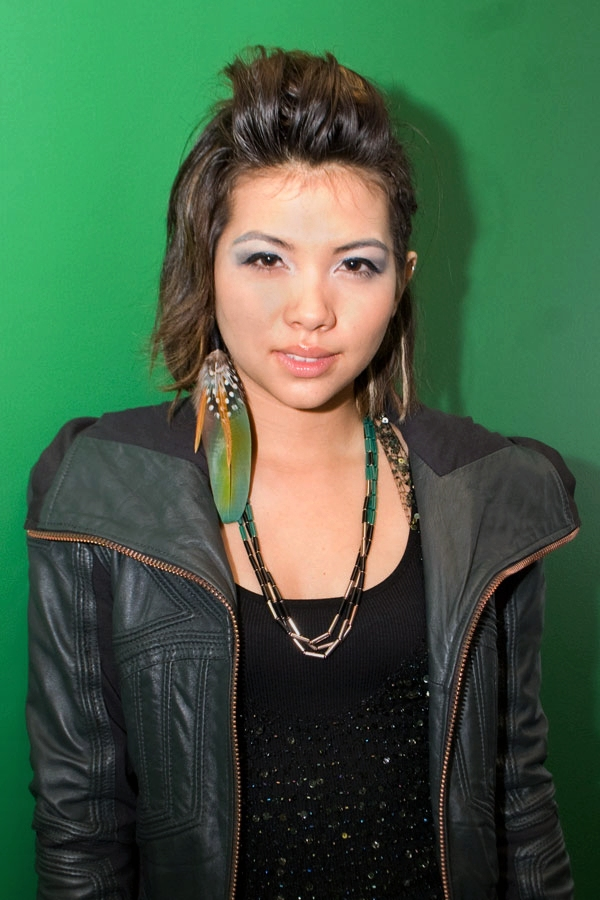
Hayley Kiyoko

Die deutsche Synchronisation von Staffel 1 entstand unter der Dialogregie und nach einem Dialogbuch von Christian Schneider durch die Synchronfirma Hermes Synchron in Potsdam.
| Rollenrang                      | Charakter                  | Schauspieler       | Hauptrolle (Episoden) | Synchronsprecher   |
| ------------------------------- | -------------------------- | ------------------ | --------------------- | ------------------ |
| Special Agent in Charge         | Avery Ryan, Ph.D.          | Patricia Arquette  | 1.01–2.18             | Ulrike Stürzbecher |
| Senior Special Agent            | Elijah Mundo               | James Van Der Beek | 1.01–2.18             | Gerrit Schmidt-Foß |
| FBI-Berater (Computeranalyst)   | Brody Nelson               | Shad Moss          | 1.01–2.18             | Julien Haggége     |
| Special Agent (Computeranalyst) | Daniel Krumitz             | Charley Koontz     | 1.01–2.18             | Tobias Nath        |
| FBI-Berater (Computeranalyst)   | Raven Ramirez              | Hayley Kiyoko      | 1.01–2.18             | Yvonne Greitzke    |
| FBI Deputy Assistant Director   | Simon Sifter               | Peter MacNicol     | 1.01–1.13             | Tobias Meister     |
| Supervisor CSI Las Vegas        | Diebenkorn „D. B.“ Russell | Ted Danson         | 2.01–2.18             | Bernd Rumpf        |

## Ausstrahlung

### Vereinigte Staaten
In den Vereinigten Staaten lief die Serie mittwochs bei CBS auf dem gleichen Sendeplatz, wo früher das Mutterformat CSI: Vegas beheimatet war. Die Backdoor-Pilotepisode lief bereits als 21. Folge der 14. Staffel von CSI: Vegas am 30. April 2014. Des Weiteren gab es noch vor dem Serienstart ein Crossover mit CSI Vegas am 16. November 2014. Die reguläre erste Folge strahlte der Sender am 4. März 2015 aus. Das erste Staffelfinale wurde am 13. Mai 2015 gezeigt. Die zweite Staffel wurde zwischen dem 4. Oktober 2015 und dem 13. März 2016 gezeigt. Nachdem die Einschaltquoten in der Zielgruppe um mehr als 30 Prozent gegenüber der ersten Staffel gefallen waren, gab CBS im Mai 2016 die Einstellung der Serie bekannt.

### Deutschsprachiger Raum
Für den deutschsprachigen Raum hatte sich die Mediengruppe RTL Deutschland, wie bereits bei den anderen drei CSI-Serien, die Ausstrahlungsrechte gesichert. Am 5. März 2015 zeigte der Pay-TV-Sender RTL Crime den Backdoor-Pilot zu CSI: Cyber als Deutschlandpremiere. Die reguläre Ausstrahlung begann im Free-TV bei RTL am 8. September 2015.

## Episodenliste

### Backdoor-Pilot
| Nr. | Deutscher Titel                   | Originaltitel | Erstausstrahlung USA | Deutschsprachige Erstausstrahlung (D) | Regie          | Drehbuch                                          | Zuschauer (USA) |
| --- | --------------------------------- | ------------- | -------------------- | ------------------------------------- | -------------- | ------------------------------------------------- | --------------- |
| 1   | Wer ist Special Agent Avery Ryan? | Kitty         | 30. Apr. 2014        | 5. März 2015                          | Eagle Egilsson | Ann Donahue, Carol Mendelsohn & Anthony E. Zuiker | 9,95 Mio.       |

### Staffel 1
| Nr. | Deutscher Titel            | Originaltitel        | Erstausstrahlung USA | Deutschsprachige Erstausstrahlung (D) | Regie            | Drehbuch                                                                 | Zuschauer (USA) |
| --- | -------------------------- | -------------------- | -------------------- | ------------------------------------- | ---------------- | ------------------------------------------------------------------------ | --------------- |
| 1   | #Baby #Entführung          | Kidnapping 2.0       | 4. März 2015         | 8. Sep. 2015                          | Eagle Egilsson   | Carol Mendelsohn, Ann Donahue & Anthony E. Zuiker                        | 10,46 Mio.      |
| 2   | #Achterbahn #Manipulation  | CMND:\Crash          | 11. März 2015        | 15. Sep. 2015                         | Jeff T. Thomas   | Pam Veasey & Craig O’Neill                                               | 9,71 Mio.       |
| 3   | #Mord #Bestellung          | Killer En Route      | 18. März 2015        | 22. Sep. 2015                         | Richard J. Lewis | Kate Sargeant Curtis & Thomas Hoppe Idee: Matt Whitney & Brandon Guercio | 7,96 Mio.       |
| 4   | #Feuer #Code               | Fire Code            | 25. März 2015        | 29. Sep. 2015                         | Howard Deutch    | Matt Whitney                                                             | 8,16 Mio.       |
| 5   | #Bombendrohung #Zweifel    | Crowd Sourced        | 8. Apr. 2015         | 6. Okt. 2015                          | Eriq La Salle    | Craig O’Neill                                                            | 8,25 Mio.       |
| 6   | #Leiche #Unterstellung?    | The Evil Twin        | 15. Apr. 2015        | 13. Okt. 2015                         | Rob Bailey       | Pam Veasey                                                               | 8,12 Mio.       |
| 7   | #Mobbing #Countdown        | URL, Interrupted     | 21. Apr. 2015        | 20. Okt. 2015                         | Kate Dennis      | Kate Sargeant Curtis                                                     | 8,42 Mio.       |
| 8   | #Selfie #Jenseits          | Selfie 2.0           | 22. Apr. 2015        | 27. Okt. 2015                         | Eagle Egilsson   | Anthony E. Zuiker                                                        | 8,27 Mio.       |
| 9   | #Smartphone #Übernahme     | L0m1s                | 29. Apr. 2015        | 3. Nov. 2015                          | Nathan Hope      | Michael Brandon Guercio                                                  | 7,23 Mio.       |
| 10  | #Medikamente #Gift         | Click Your Poison    | 6. Mai 2015          | 10. Nov. 2015                         | Dermott Downs    | Denise Hahn                                                              | 7,33 Mio.       |
| 11  | #Waffen #Konsole           | Ghost in the Machine | 12. Mai 2015         | 17. Nov. 2015                         | Alex Zakrzewski  | Richard Catalani & Carly Soteras                                         | 8,66 Mio.       |
| 12  | #Geldmittel #Kopfgeldjäger | Bit by Bit           | 13. Mai 2015         | 24. Nov. 2015                         | Aaron Lipstadt   | Thomas Hoppe                                                             | 6,97 Mio.       |
| 13  | #Avery #Feind              | Family Secrets       | 13. Mai 2015         | 1. Dez. 2015                          | Anton Cropper    | Craig O’Neill, Pam Veasey & Matt Whitney                                 | 6,68 Mio.       |

### Staffel 2
| Nr. (ges.) | Nr. (St.) | Deutscher Titel                    | Originaltitel         | Erstausstrahlung USA | Deutschsprachige Erstausstrahlung (D) | Regie               | Drehbuch                                                                     | Zuschauer (USA) |
| ---------- | --------- | ---------------------------------- | --------------------- | -------------------- | ------------------------------------- | ------------------- | ---------------------------------------------------------------------------- | --------------- |
| 14         | 1         | #Russell #Einbrüche                | Why-Fi                | 4. Okt. 2015         | 26. Jan. 2016                         | Alec Smight         | Pam Veasey                                                                   | 6,79 Mio.       |
| 15         | 2         | #Rache #Cyberstalking              | Heart Me              | 11. Okt. 2015        | 2. Feb. 2016                          | Matt Earl Beesley   | Kate Sargeant Curtis                                                         | 6,20 Mio.       |
| 16         | 3         | #Polizeigewalt #Unruhen            | Brown Eyes, Blue Eyes | 18. Okt. 2015        | 9. Feb. 2016                          | Alec Smight         | Devon Greggory                                                               | 5,21 Mio.       |
| 17         | 4         | #Rote Hexe #Kinderaugen            | Red Crone             | 25. Okt. 2015        | 16. Feb. 2016                         | Brad Tanenbaum      | Denise Hahn                                                                  | 6,54 Mio.       |
| 18         | 5         | #Krankenhausversagen #Patiententod | Hack E.R.             | 1. Nov. 2015         | 23. Feb. 2016                         | Eriq La Salle       | Michael Brandon Guercio                                                      | 5,44 Mio.       |
| 19         | 6         | #Geisterfahrer                     | Gone in 6 Seconds     | 8. Nov. 2015         | 1. März 2016                          | Allan Arkush        | Matt Whitney                                                                 | 5,65 Mio.       |
| 20         | 7         | #Live-Mord #Überwachung            | Corrupted Memory      | 15. Nov. 2015        | 8. März 2016                          | Jerry Levine        | Craig O’Neill, Pam Veasey & Andrew Karlsruher                                | 5,75 Mio.       |
| 21         | 8         | #Python #Drogen                    | Python                | 22. Nov. 2015        | 15. März 2016                         | Janice Cooke        | Craig O’Neill                                                                | 6,30 Mio.       |
| 22         | 9         | #Verbrannt #Vergewaltigt           | iWitness              | 13. Dez. 2015        | 22. März 2016                         | Paul Holahan        | Carly Soteras                                                                | 5,93 Mio.       |
| 23         | 10        | #RobinHood #Geldopfer              | Shades of Grey        | 20. Dez. 2015        | 29. März 2016                         | Louis Shaw Milito   | Kate Sargeant Curtis & Michael Brandon Guercio                               | 6,18 Mio.       |
| 24         | 11        | #Mayday #Flugzeugraub              | 404: Flight Not Found | 10. Jan. 2016        | 5. Apr. 2016                          | Skipp Sudduth       | Thomas Hoppe                                                                 | 6,49 Mio.       |
| 25         | 12        | #Notrufsperre #Massensterben?      | Going Viral           | 31. Jan. 2016        | 12. Apr. 2016                         | Maja Vrvilo         | Denise Hahn & Pam Veasey                                                     | 6,82 Mio.       |
| 26         | 13        | #Lebende Tote #Digitalmord         | The Walking Dead      | 14. Feb. 2016        | 19. Apr. 2016                         | Frederick E.O. Toye | Andrew Karlsruher, Scotty McKnight & Craig O’Neill                           | 6,31 Mio.       |
| 27         | 14        | #Todesstrecke #Mördernacht         | Fit-and-Run           | 21. Feb. 2016        | 26. Apr. 2016                         | Jeff Thomas         | Andrew Karlsruher, Scotty McKnight, Devon Greggory & Michael Brandon Guercio | 6,69 Mio.       |
| 28         | 15        | #Rätselraten #Python #Grace        | Python’s Revenge      | 2. März 2016         | 3. Mai 2016                           | Vikki Williams      | Devon Greggory                                                               | 6,61 Mio.       |
| 29         | 16        | #Sünden #Bestrafung                | 5 Deadly Sins         | 6. März 2016         | 17. Mai 2016                          | Rob Bailey          | Matt Whitney                                                                 | 5,72 Mio.       |
| 30         | 17        | #Räuber #Falle                     | Flash Squad           | 9. März 2016         | 24. Mai 2016                          | Howard Deutch       | Scotty McKnight                                                              | 5,94 Mio.       |
| 31         | 18        | #Regierungskrise #Wendepunkt #Ende | Legacy                | 13. März 2016        | 31. Mai 2016                          | Eriq LaSalle        | Pam Veasey                                                                   | 6,32 Mio.       |

## Rezeption
Bei IMDb.com hat die Serie ein Rating von 5,2/10, basierend auf 6308 abgegebenen Stimmen (Stand: 8. Januar 2016). Die erste Staffel erhielt auf Rotten Tomatoes zu 35 % positive Kritiken. Die erste Staffel der Serie hat bei Metacritic ein Metascore von 45/100, basierend auf 23 Rezensionen.